# (3592) Nedbal
(3592) Nedbal es un asteroide perteneciente al cinturón de asteroides, descubierto el 15 de febrero de 1980 por Zdeňka Vávrová desde el Observatorio Kleť, České Budějovice, República Checa.

## Designación y nombre
Designado provisionalmente como 1980 CT. Fue nombrado Nedbal en honor al compositor de música clásica checo Oskar Nedbal.